# Gonia sagax
Gonia sagax är en tvåvingeart som beskrevs av Townsend 1892. Gonia sagax ingår i släktet Gonia och familjen parasitflugor. Inga underarter finns listade i Catalogue of Life.